# Via ferrata Ivano Dibona

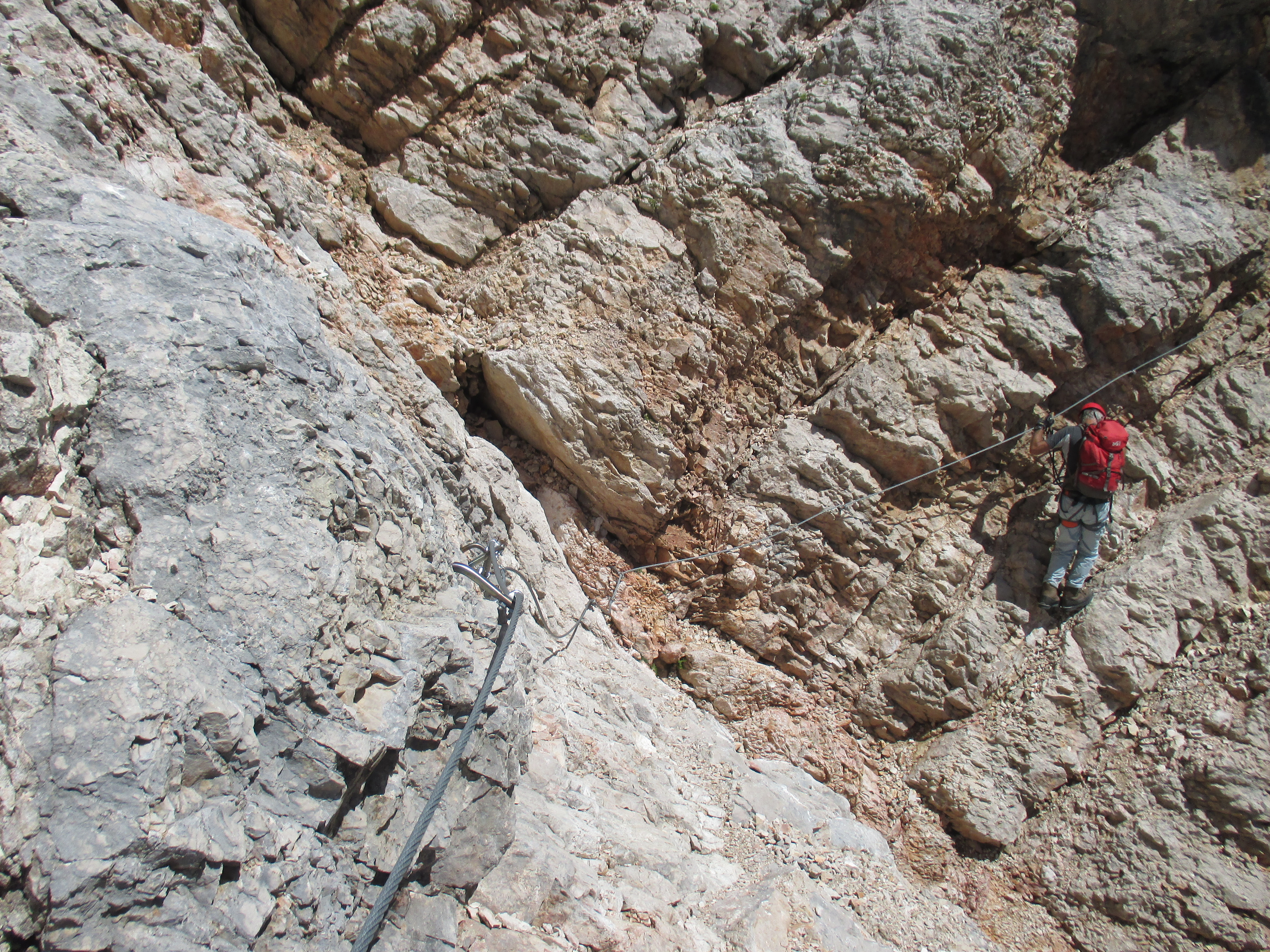
Via ferrata Dibona

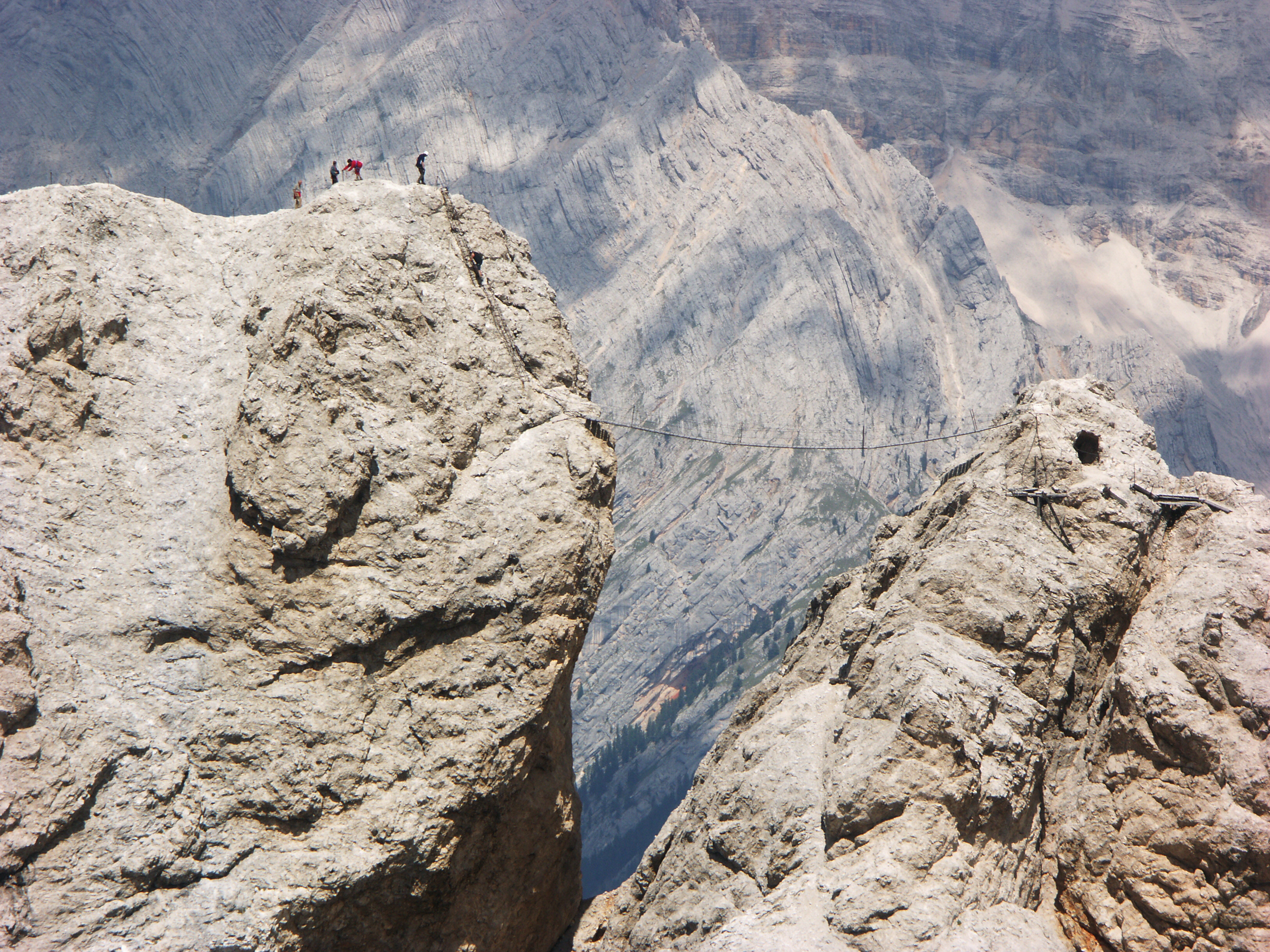
Via ferrata Ivano Dibona con ponte tibetano (Monte Cristallo)

La via ferrata Ivano Dibona è un itinerario impegnativo e di lunga durata lungo la dorsale Zurlon, la cresta principale sul Monte Cristallo, gruppo montuoso nelle Dolomiti, a nord-est di Cortina d'Ampezzo, in provincia di Belluno.

## Storia
La via Ivano Dibona è un percorso storico restaurato, utilizzato dalle truppe italiane durante la prima guerra mondiale. Il percorso fu esplorato negli anni '60 da Freddy e Ivano Dibona, successivamente reso sicuro per i turisti e riaperto nel settembre 1970. Prende il nome da Ivano Dibona, che era morto sul Cristallo nel 1968. Resti di costruzioni militari dal 1915 al 1917 sono ancora visibili lungo il percorso: casamatta, caserme e scale.

## Dettagli del percorso
Il percorso inizia dalla Forcella Staunies (2.919 m), la cima della funivia sul lato sud del Cristallo e termina al Rifugio Ospitale in Val Felizon. Non è una via di arrampicata, ma segue la dorsale montuosa, attraverso scale, tunnel e ponti. Le parti esposte sono fornite di cavi di acciaio tipici delle vie ferrate, mentre le parti che in origine erano difficili sono dotate di rimedi per renderle accessibili agli escursionisti. Dall'inizio alla Forcella Staunies c'è un tratto in salita, una breve galleria, e poi il Ponte Cristallo, lungo 27 m, il ponte sospeso più lungo delle vie ferrate nelle Dolomiti che compare nel film d'azione Cliffhanger - L'ultima sfida del 1993.
Il picco Cristallino d'Ampezzo (3.008 m) può essere scalato attraverso un breve percorso laterale dal principale Ivano Dibona.
Il percorso scende verso Forcella Grande, passa per Forcella Padeon (nei pressi della quale sorge il bivacco Buffa di Perrero a 2.760 m.), Forcella Alta e Forcella Bassa e lungo la dorsale fino alle cime Zurlon (2.363 m) e Col di Stombi (2.168 m), e infine scende a Ospitale.